# Алберт Монтањес
Алберт Монтањес Рока (шп. Albert Montañés Roca; рођен 26. новембра 1980. у месту Сан Карлос де ла Рапита, Шпанија) је бивши шпански тенисер који је дебитовао на професионалним турнирима 1999. године. У каријери је освојио шест АТП турнира у појединачној конкуренцији и два у конкуренцији парова. Најбољи пласман на АТП листи му је 22. место које је достигао у августу 2010.
Монтањес од 2014. држи неславан рекорд по највећем броју пораза у првом колу гренд слем турнира – 35. Пре њега, овај рекорд је припадао бившем данском тенисеру Кенету Карлсену са 30 пораза.

## АТП финала

### Појединачно: 11 (6–5)
| Легенда                        |
| ------------------------------ |
| Гренд слем турнири (0–0)       |
| Завршно првенство сезоне (0–0) |
| АТП мастерс 1000 (0–0)         |
| АТП 500 (0–1)                  |
| АТП 250 (6–4)                  |

| Финала по подлози |
| ----------------- |
| Тврда (0–0)       |
| Шљака (6–5)       |
| Трава (0–0)       |

| Финала по локацији |
| ------------------ |
| Отворено (6–5)     |
| Дворана (0–0)      |

| Исход     | Бр. | Датум               | Турнир                | Подлога | Противник         | Резултат           |
| --------- | --- | ------------------- | --------------------- | ------- | ----------------- | ------------------ |
| Финалиста | 1.  | 16. септембар 2001. | Букурешт, Румунија    | Шљака   | Јунес ел Ајнауи   | 6–7(5–7), 6–7(2–7) |
| Финалиста | 2.  | 18. април 2004.     | Валенсија, Шпанија    | Шљака   | Фернандо Вердаско | 6–7(5–7), 3–6      |
| Финалиста | 3.  | 27. фебруар 2005.   | Акапулко, Мексико     | Шљака   | Рафаел Надал      | 1–6, 0–6           |
| Финалиста | 4.  | 29. април 2007.     | Казабланка, Мароко    | Шљака   | Пол-Анри Матје    | 1–6, 1–6           |
| Победник  | 1.  | 20. јул 2008.       | Амерсфорт, Холандија  | Шљака   | Стив Дарси        | 1–6, 7–5, 6–3      |
| Победник  | 2.  | 10. мај 2009.       | Есторил, Португал     | Шљака   | Џејмс Блејк       | 5–7, 7–6(8–6), 6–0 |
| Победник  | 3.  | 27. септембар 2009. | Букурешт, Румунија    | Шљака   | Хуан Монако       | 7–6(7–2), 7–6(8–6) |
| Победник  | 4.  | 9. мај 2010.        | Есторил, Португал (2) | Шљака   | Фредерико Жил     | 6–2, 6–7(4–7), 7–5 |
| Победник  | 5.  | 18. јул 2010.       | Штутгарт, Немачка     | Шљака   | Гаел Монфис       | 6–2, 1–2 (предаја) |
| Финалиста | 5.  | 6. август 2011.     | Кицбил, Аустрија      | Шљака   | Робин Хасе        | 4–6, 6–4, 1–6      |
| Победник  | 6.  | 25. мај 2013.       | Ница, Француска       | Шљака   | Гаел Монфис       | 6–0, 7–6(7–3)      |

### Парови: 6 (2–4)
| Легенда                        |
| ------------------------------ |
| Гренд слем турнири (0–0)       |
| Завршно првенство сезоне (0–0) |
| АТП мастерс 1000 (0–0)         |
| АТП 500 (0–0)                  |
| АТП 250 (2–4)                  |

| Финала по подлози |
| ----------------- |
| Тврда (1–0)       |
| Шљака (1–4)       |
| Трава (0–0)       |

| Финала по локацији |
| ------------------ |
| Отворено (2–4)     |
| Дворана (0–0)      |

| Исход     | Бр. | Датум             | Турнир                     | Подлога | Партнер               | Противници                        | Резултат         |
| --------- | --- | ----------------- | -------------------------- | ------- | --------------------- | --------------------------------- | ---------------- |
| Финалиста | 1.  | 4. фебруар 2007.  | Виња дел Мар, Чиле         | Шљака   | Рубен Рамирез Идалго  | Пол Капдевиље Оскар Ернандез      | 6–4, 4–6, [6–10] |
| Финалиста | 2.  | 18. фебруар 2007. | Коста до Саипе, Бразил     | Шљака   | Рубен Рамирез Идалго  | Лукаш Длухи Павел Визнер          | 2–6, 6–7(4–7)    |
| Финалиста | 3.  | 25. фебруар 2007. | Буенос Ајрес, Аргентина    | Шљака   | Рубен Рамирез Идалго  | Себастијан Пријето Мартин Гарсија | 4–6, 2–6         |
| Финалиста | 4.  | 17. фебруар 2008. | Коста до Саипе, Бразил (2) | Шљака   | Сантјаго Вентура      | Марсело Мело Андре Са             | 6–4, 2–6, [7–10] |
| Победник  | 1.  | 23. мај 2008.     | Казабланка, Мароко         | Шљака   | Сантјаго Вентура      | Џејмс Серетани Тод Пери           | 6–1, 6–2         |
| Победник  | 2.  | 8. јануар 2010.   | Доха, Катар                | Тврда   | Гиљермо Гарсија-Лопез | Франтишек Чермак Михал Мертинак   | 6–4, 7–5         |